# Cutty Sark (DLR)
Cutty Sark, nom complet Cutty Sark for Maritime Greenwich (en anglais : Cutty Sark (for Maritime Greenwich) DLR Station), est une station de la branche sud de la ligne de métro léger automatique Docklands Light Railway (DLR), en zones 2 et 3 Travelcard. Elle donne sur une impasse débouchant sur la Creek Road, quartier maritime de Greenwich, dans le borough royal de Greenwich sur le territoire du Grand Londres.

## Situation sur le réseau

Plan de la ligne du métro léger DLR.

Située en surface, Cutty Sark est une station de la branche sud de la ligne de métro léger Docklands Light Railway. Elle est établie entre les stations Island Gardens, au nord, et Greenwich, en direction du terminus sud Lewisham,. Elle est en zone 2 et 3 Travelcard.
La station dispose de deux voies encadrées par deux quais latéraux.

## Histoire
La station date de fin 1999, et contrairement à la majorité des stations DLR, celle-ci est souterraine.

## Services aux voyageurs

### Accès et accueil
Donnant sur la Creek Road, la station est accessible aux personnes à la mobilité réduite.

### Desserte
Cutty Sark est desservie par les rames des relations Stratford -  Lewisham aux heures de pointe, et Bank - Lewisham,.

Installations et desserte
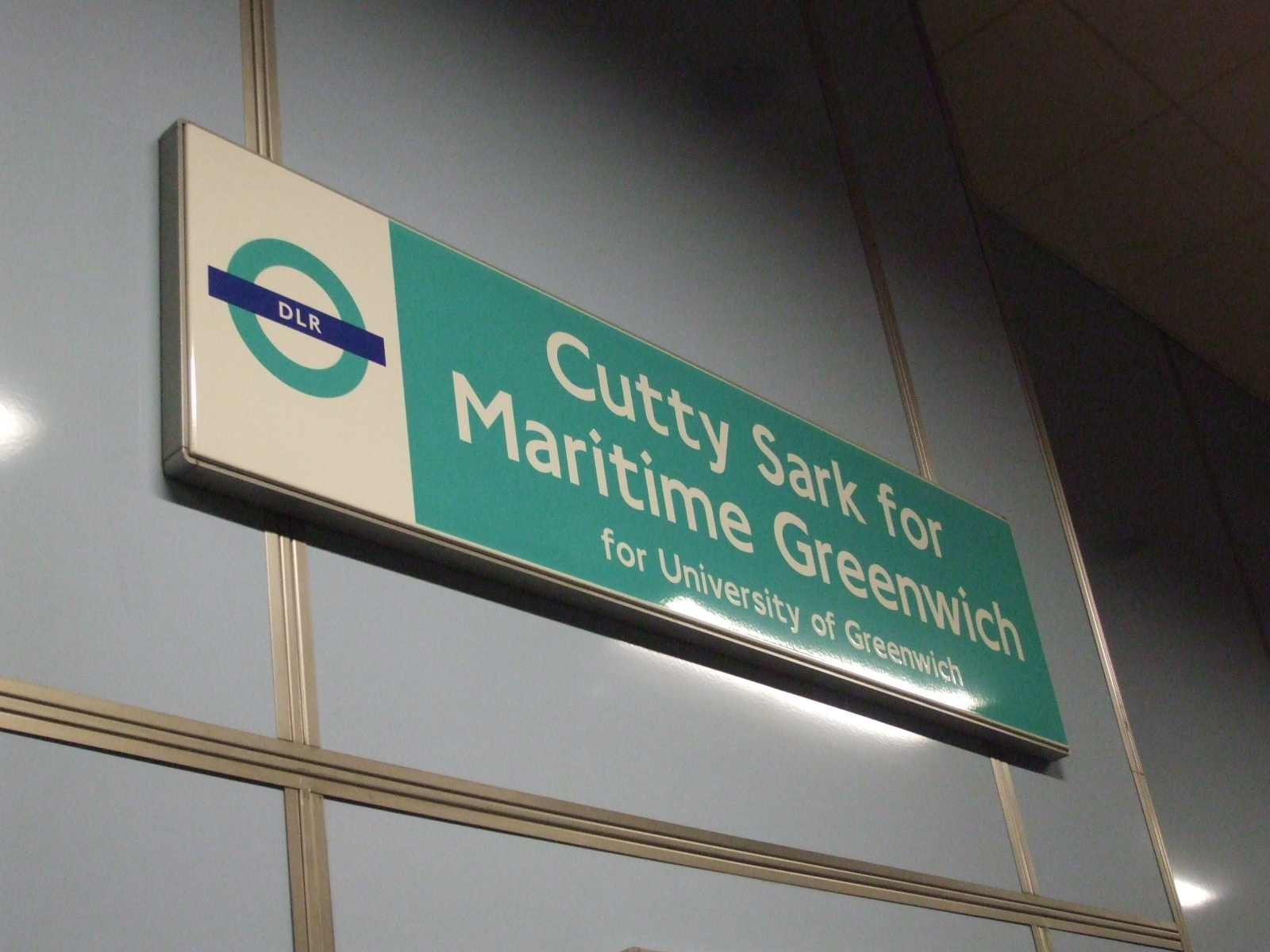
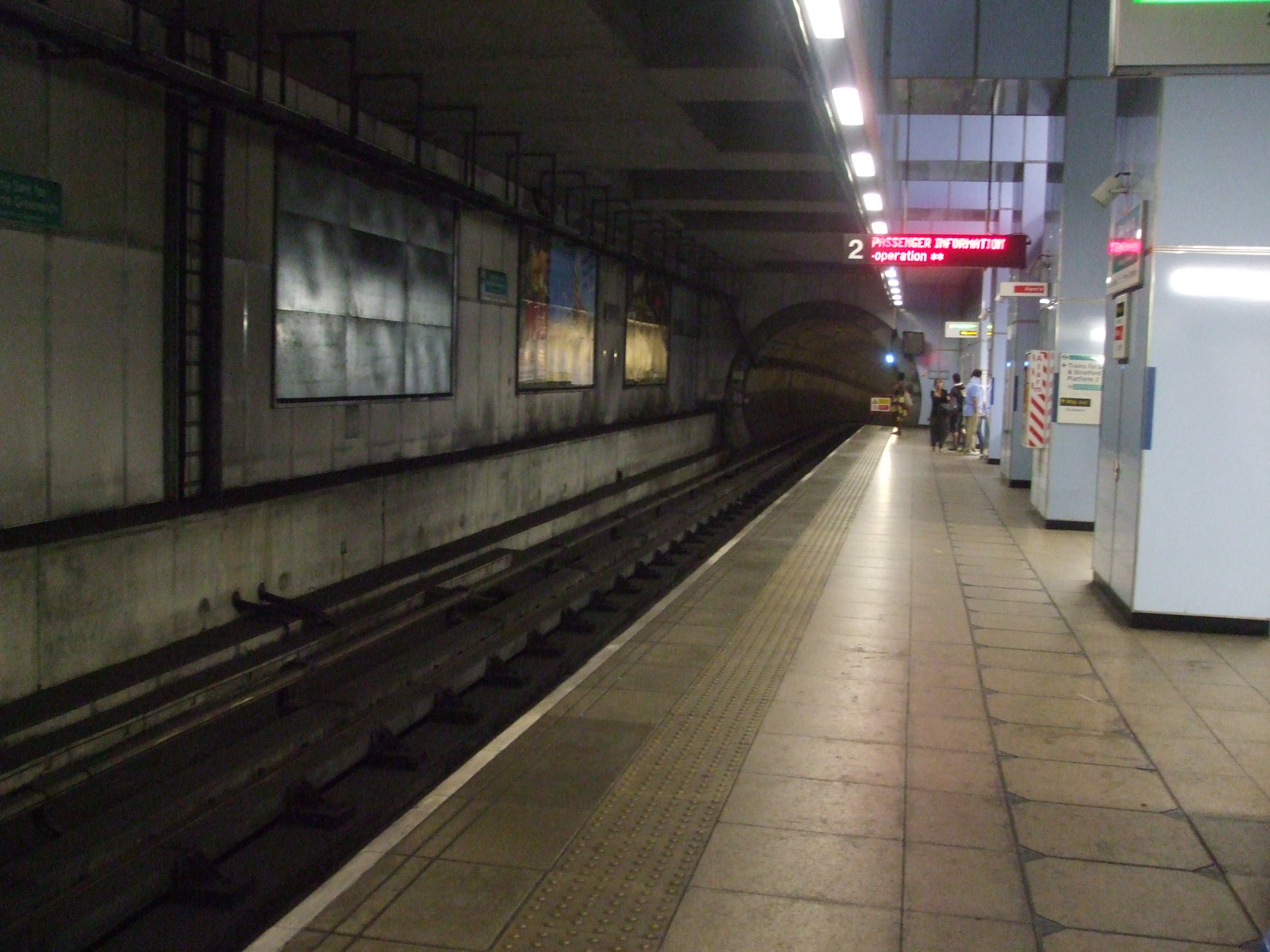
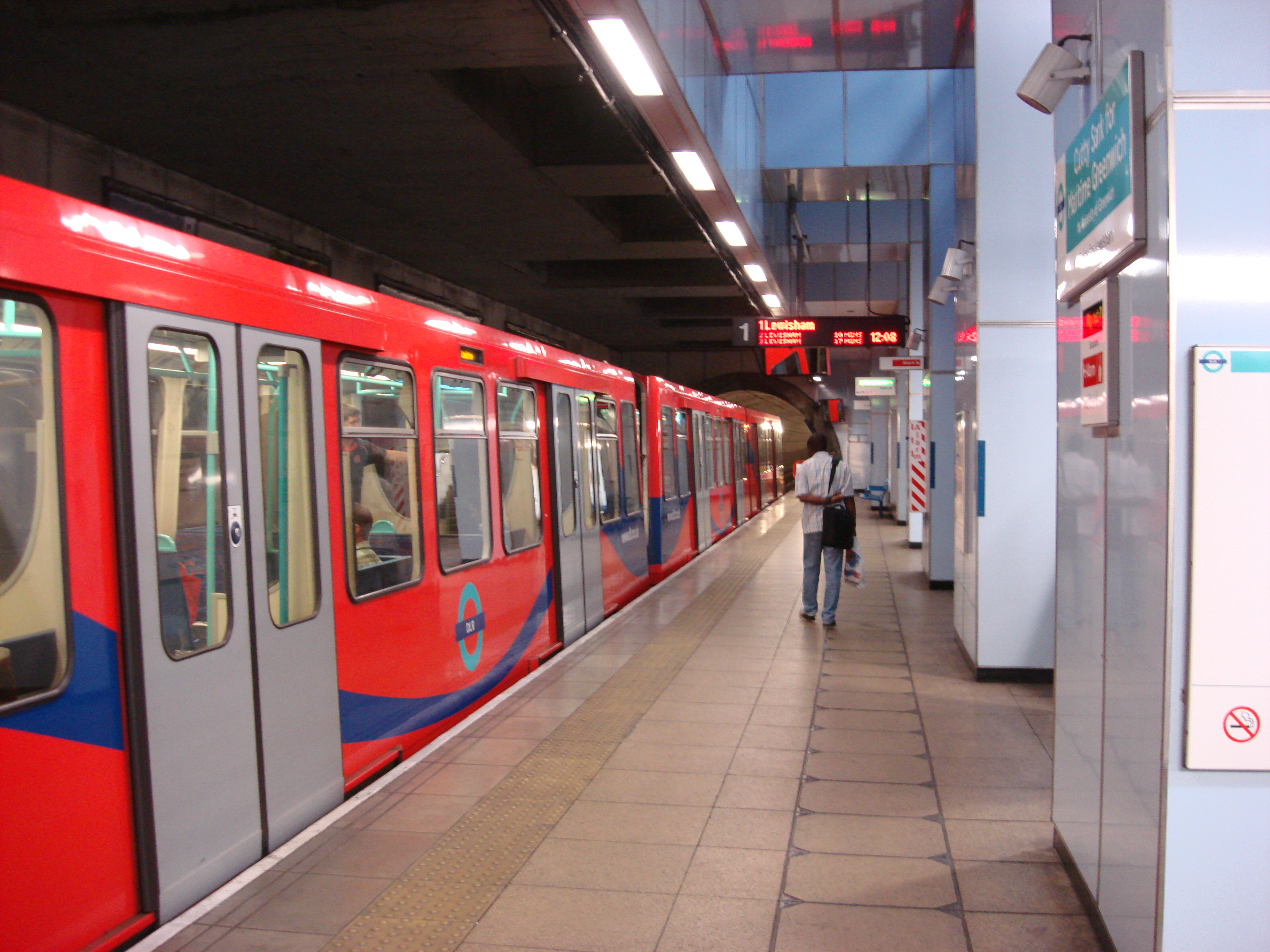

### Intermodalité
La station est desservie par les Autobus de Londres des lignes : 108, 188, 199, N1 et N199.
À proximité se situe l'accès à l'extrémité sud du tunnel piéton de Greenwich.

## À proximité
La station dessert « Maritime Greenwich » qui est la partie de la ville de Greenwich classée au Patrimoine mondial de l'UNESCO. Cette zone comprend, parmi les lieux les plus célèbres : l'Observatoire royal de Greenwich, le parc royal de Greenwich, le Cutty Sark navire à voile en cale sèche, le National Maritime Museum.
La proximité de cette station avec le port offre la possibilité d'effectuer une traversée de la Tamise avec plusieurs escales, dont Tower Bridge (St Katharine's) et Westminster pour visiter la ville sur l'eau.

## Patrimoine ferroviaire

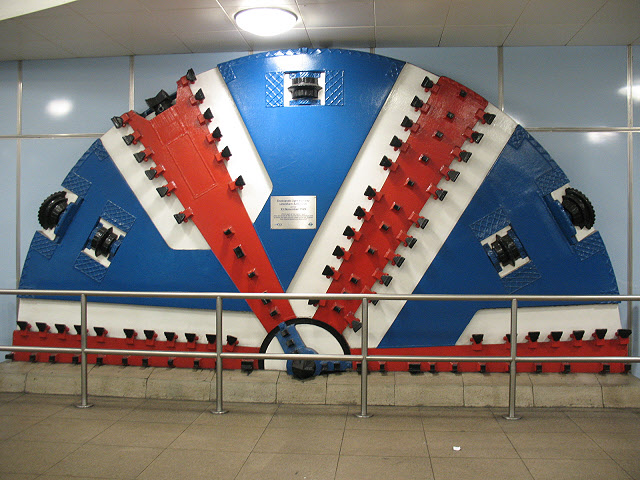
Partie avant du tunnelier qui a participé à la création du DLR

Dans un couloir de cette station près de l'entrée, est exposée une partie du tunnelier qui a percé le tunnel sous la Tamise afin de permettre l'extension de la branche sud du DLR. Ce tunnelier a visiblement été repeint aux couleurs du drapeau britannique.